# Olceclostera avangareza
Olceclostera avangareza är en fjärilsart som beskrevs av William Schaus 1910. Olceclostera avangareza ingår i släktet Olceclostera och familjen silkesspinnare. Inga underarter finns listade i Catalogue of Life.